# ویلیام اینگرسول (بازیگر)
ویلیام اینگرسول (انگلیسی: William Ingersoll; ۹ اکتبر ۱۸۶۰ – ۵ مهٔ ۱۹۳۶) بازیگر سینما، رقصنده، بازیگر تئاتر و خواننده بود.